# NN-83
La carretera NN‑83 es una vía colectora secundaria que atraviesa parte del departamento de Matagalpa. Conecta comunidades rurales del oeste con la cabecera municipal de La Dalia, mejorando la conectividad agrícola y el acceso al transporte intermunicipal.

## Trazado y cruces
| km   | Localidad / Punto | Departamento | Conexión / Ruta |
| ---- | ----------------- | ------------ | --------------- |
| 0,0  | La Primavera      | Matagalpa    | Camino rural    |
| 6,2  | Comunidad La Pita | Matagalpa    |                 |
| 11,6 | La Dalia          | Matagalpa    | NN 82 , NIC 3   |

## Coordenadas
Uno de los tramos de la NN‑83 puede ser encontrado en las coordenadas: 13°08′38″N 85°40′19″O / 13.1440, -85.6720